# Фабер, Иоганн (богослов)
Иоганн Фабер, также Фабри (нем. Johann Faber 1478—1540) — гуманист и католический богослов.

## Биография
Сын кузнеца Хейгерлина. Ещё юношей поступил в доминиканский орден; был священником, и с 1517 года — генеральным викарием констанцского епископа. 
Сначала примкнул к либеральному крылу церковных деятелей, был в дружбе или переписке с представителями реформы на гуманистической основе (Эразм Роттердамский, Пиркхеймер, Цвингли, Эколампадий, Меланхтон), обсуждал способы устранения церковных злоупотреблений мирным путём, но с 1520 г. стал решительным врагом Реформации. Решающим моментом в его жизни в этом отношении была поездка в Рим (1521—22); с этого времени он противодействует реформационному движению речами и сочинениями, прениями и проповедями, не упуская случая оказать давление на князей и города при помощи дипломатических сношений и всякими иными способами.
Став епископом Венским (1531) и духовником австрийского эрцгерцога Фердинанда, Фабер говорил венецианскому послу: «Если бы не король да не я, то все австрийцы поделались бы лютеранами или чем-нибудь хуже того!» Он писал против брака священников, принял участие в цюрихском диспуте по поводу мессы и почитания святых (1523), выступал в разных частях Германии в качестве странствующего проповедника, громил анабаптистов, старался привлечь швейцарские кантоны к союзу с Австрией, принимал участие в рейхстагах, в качестве дипломата ездил в Испанию и Англию, способствовал преследованию протестантов в Австрии, участвовал в составлении Confutatio confessionis Aug.
С целью укрепления католической церкви он призывал на должности священников лучших людей, заботился о их образовании, устроил семинарию и библиотеку в Вене, учредил, частью на свои собственные средства, разные богоугодные и благотворительные учреждения, особенно для студентов. Его единоверцы выставляли его образцом епископа; друзья реформы видели в нём самого деятельного и опасного врага Реформации.
В 1525 году в Тюбингене познакомился с русскими послами, от которых по заданию эрцгерцога узнал много деталей о Русском государстве. Добытые им сведения он описал в трактате «Религия московитов».